# Antonio Rodríguez Almodóvar
Antonio Rodríguez Almodóvar (Alcalá de Guadaíra, Sevilla, 1941) es un escritor, profesor y político español, conocido principalmente por sus estudios del folclore de transmisión oral, en particular de los cuentos tradicionales. Es miembro correspondiente de la Real Academia Española por Andalucía.

## Biografía
Estudió la carrera de Filología Moderna en la Universidad de Sevilla, donde se licenció en 1969 y se doctoró en 1973. En estos años trabajó como profesor interino en la Universidad, de la que fue apartado por su actividad política contra el régimen franquista. En 1975 ganó la oposición a catedrático de instituto de Lengua y Literatura Española.
Miembro de la ejecutiva provincial del PSOE de 1977 a 1979, tras las primeras elecciones municipales democráticas desempeñó el cargo de primer teniente de alcalde de Sevilla durante el mandato del andalucista Luis Uruñuela (1979-1983). Posteriormente desempeñó diversos cargos públicos, entre ellos director general en la Consejería de Educación de la Junta de Andalucía y director del Pabellón de Andalucía en la Exposición Universal de Sevilla de 1992.
En su faceta de filólogo y escritor, Rodríguez Almodóvar centró su investigación en los cuentos hispánicos de tradición oral, que estudió mediante una metodología de base semiótico-estructural por entonces novedosa en España. Este trabajo resultó en la publicación de sus Cuentos maravillosos españoles (1982); Cuentos al amor de la lumbre (1983-84), que se considera uno de sus principales trabajos y cuenta con numerosas reediciones, y la colección Cuentos de la media lunita (1986-2000). Por su recreación de varios cuentos de la tradición indoeuropea, reunidos en El bosque de los sueños, obtuvo el Premio Nacional de literatura infantil y juvenil de 2005. 
También ha escrito obras de teatro, guiones de miniseries televisivas, novelas, poemas y numerosas columnas en el periódico El País. En 2011 recibió en Granada el I Premio Washington Irving por su trayectoria literaria. En 2022 ha sido galardonado con el Premio del Banco del Libro de Venezuela al mejor libro juvenil por su obra "Al principio fue el barro", ilustrada por Federico Delicado.
En 2015 fue nombrado miembro correspondiente de la Real Academia Española.
Desde 2004 dirige los trabajos de investiación sobre el Fondo Machadiano de la Fundación Unicaja, el más importante depósito de manuscritos e inéditos de los hermanos Antonio y Manuel Machado. Junto a Rafael Alarcón Sierra, ha investigado y editado la última obra de teatro escrita a cuatro manos por los dos hermanos, titulada La diosa Razón, y que fue presentada al público por vez primera en 2018.
Rodríguez Almodóvar ha reivindicado la dignidad del habla andaluza, principalmente en artículos publicados en las compilaciones Abecedario andaluz (2002) y Del balcón de tus ojos (2004). Considera el andaluz "una forma evolucionada y también avanzada del castellano", no un vulgarismo, y ha salido en defensa de personajes públicos andaluces cuya forma de hablar ha sido objeto de escarnio fuera de Andalucía.

## Antología de textos

### Novelas y relatos
- Variaciones para un saxo (novela). Ed. Cátedra. Madrid, 1986.
- Libro de la risa carnal (cuentos eróticos de origen popular). Arquetipo Ed. Sevilla, 1989.
- Un lugar parecido al paraíso (novela). Ed. Labor. Barcelona, 1991. Premio Internacional «Infanta Elena». (Agotada) 3.ª edición, Galaroza editores, 1996.(Agotada). 4.ª ed., Algaida Editores, Sevilla, 2001.
- Animales de aventura. (Álbum de iniciación lectora). Altea, Madrid, 1995.
- El Bosque de los sueños I (relatos). Ed. Siruela. Madrid, 1993.
- El Bosque de los sueños II (novela). Ed. Siruela. Madrid, 1994.
- Cuéntame un cuadro (Relato-catálogo sobre el Museo de Bellas Artes de Sevilla). Museo de Bellas Artes, Sevilla, 2002.
- El bosque de los sueños (serie completa, cinco narraciones). Anaya, Madrid, 2004. Premio Nacional de Literatura Infantil, 2005.
- El hombre que se volvió relativo. Algaida, Sevilla, 2005. (III Premio Alfonso de Cossío de Relatos del Ateneo de Sevilla)
- Si el corazón pensara. Alianza editorial, 2009.

### Poemas
- A pesar de los dioses (poemas). Ed. Renacimiento. Sevilla, 1994.
- Poemas del viajero. Ed. Renacimiento. Sevilla, 1999.
- Elegías. Libros de la herida. Sevilla, 2019.

### Teatro
- La niña que riega las albahacas. Ediciones de la Torre. Madrid, 1996.
- El parlamento de los animales. Ediciones de la Torre. Madrid, 1999.
- La princesa del lunar. (Junto a José Antonio Francés). Ediciones de la Torre. Madrid, 2010.
- La princesa que nunca se reía. Ediciones de la Torre. Madrid, 2013.

### Cuentos
- Cuentos de la Media Lunita. Algaida Ed. Sevilla, 1985.
- Cuentos de la Media Lunita. Algaida Ed. Sevilla, 1986.
- Cuentos de la Media Lunita. Algaida Ed. Sevilla, 1987.
- Cuentos de la Media Lunita. Algaida Ed. Sevilla, 1988.
- Cuentos de la Media Lunita. Algaida Ed. Sevilla, 1990.
- Cuentos de la Media Lunita. Algaida Ed. Sevilla, 1992.
- Cuentos de la Media Lunita. Algaida Ed. Sevilla, 1994.
- Cuentos de la Media Lunita. Algaida Ed. Sevilla, 1999.
- Cuentos de la Media Lunita. Algaida Ed. Sevilla, 2000.

(Nota: Los 60 cuentos que integran las recopilaciones anteriores se han editado también en 15 volúmenes de cuatro cuentos cada uno. El número XV ha aparecido en 2007).
Traducciones de los Cuentos de la Media Lunita
- Contes de la Lluna la Bruna. Algaida Ed. Sevilla, 1986.
- Contes de la Lluna la Bruna. Algaida Ed. Sevilla, 1988.
- Contos da Media Luniña. Algaida Ed. Sevilla, 1987.
- Contos da Media Luniña. Algaida Ed. Sevilla, 1988.
- Contos da Media Luniña. Algaida Ed. Sevilla, 1989.
- Contes de la Mitja Lluna. Algaida Ed. Sevilla, 1986.
- Contes de la Mitja Lluna. Algaida Ed. Sevilla, 1988.
- Contes de la Mitja Lluna. Algaida Ed. Sevilla, 1990.
- Ilargi Erditxoaren Ipuinak. Algaida Ed. Sevilla, 1986.
- Ilargi Erditxoaren Ipuinak. Algaida Ed. Sevilla, 1988.
- Ilargi Erditxoaren Ipuinak. Algaida Ed. Sevilla, 1989.
- Historia de un viejo tren (cuento). En Doce andaluces cuentan. Lautaro Ed. Ibero Americana. Sevilla, 1994. 2.ª edición, corregida: Ayuntamiento de Alcalá de Guadaíra, Sevilla, 1999.
- El sapo y la rana se saltan la evolución. Parque de las Ciencias, Granada, 1998.
- El pozo del otro mundo. Hergué Editorial. Huelva, 1999.
- Cuentos de la Media Lunita, I – V. (Adaptación latinoamericana). Anaya, 2003.
- Cuentos populares españoles. (Gran formato). Anaya, Madrid, 2002.
- La verdadera historia de Caperucita. Kalandraka, Sevilla, 2004.
- A verdadeira Historia de Carapuchiña. Kalandraka, Sevilla, 2004.
- De cómo las manzanas de oro... Ayuntamiento de Galaroza, 2005.
- Mami, ¿yo he sido un pez? Consejería de Cultura. Junta de Andalucía. Sevilla, 2006.
- La  bruja que se comía las palabras bonitas. Círculo de lectores, Barcelona, 2006. (Se editó al mismo tiempo en catalán, euskera y gallego).
- Amor gasta zapatos de hierro. Editorial Oxford, Madrid, 2013.
- Blanca de Nieve y sus siete hermanos. Editorial Oxford, Madrid, 2013.
- La hija del diablo. Editorial Oxford, Madrid, 2013.
- Al principio fue el barro. Editorial Diego Pum ediciones, Santa Cruz de Tenerife, 2021.

### Ensayos
- Lecciones de narrativa hispanoamericana. Universidad de Sevilla, 1972.
- La estructura de la novela burguesa (Versión final de su tesis doctoral sobre la narrativa de Alejo Carpentier, 1973). Ed. J.B. Madrid, 1976.
- La estructura del Quijote de Knud Togeby. (Traducción). Universidad de Sevilla, 1977. 2.ª edición 1991.
- Cuentos maravillosos españoles. Ed. Crítica. Barcelona, 1982 (2.ª edición 1987).
- Cuentos al amor de la lumbre I. Ed. Anaya. Madrid, 1983. (16.ª edición 2000). Premio Nacional a la mejor conjunción de elementos en un libro.
- Cuentos al amor de la lumbre II. Ed. Anaya. Madrid, 1984. (11.ª edición 2000). Nota: Cuentos al amor de la lumbre, en esta edición de Anaya, ha alcanzado 23 ediciones; 14 el primer volumen y 9 el segundo).
- Tres cuentos maravillosos. (Álbum). Monte de Piedad y C. Ahorros de Sevilla. Sevilla, 1984.
- Cuentos maravillosos y Cuentos populares andaluces. Biblioteca de Cultura Andaluza. Sevilla, 1986.
- Hacia una crítica dialéctica. Ed.Alfar. Sevilla, 1987.
- Los cuentos populares, o la tentativa de un texto infinito. Universidad de Murcia, 1989.
- Cuentos al amor de la lumbre, 1 (Edición bolsillo). Alianza Editorial. Madrid, 1999.
- Cuentos al amor de la lumbre, 2 (Edición bolsillo). Alianza Editorial. Madrid, 1999.
- Guía de lectura de los Cuentos de la Media Lunita. Algaida, Sevilla, 2003.
- Abecedario andaluz. (Artículos sobre habla andaluza publicados en el diario El País). Ediciones Mágina, Ganada, 2002.
- Machado vuelve a Sevilla (Selección y notas sobre los manuscritos de los Hermanos Machado adquiridos por UNICAJA en 2003). Fundación Unicaja, Málaga, 2004.
- Manuscritos de los Hermanos Machado (Colección Unicaja). Fundación Unicaja, Málaga, 2005. (10 volúmenes con la edición facsimilar de este legado; edición de A. R. Almodóvar, Rafael Alarcón y Pablo del Barco).
- El texto infinito. (Recopilación actualizada de ensayos sobre el cuento popular). Fundación Germán Sánchez Ruipérez, Madrid, 2004.
- Luis Cernuda, nihilismo y verdad, en 100 años de Luis Cernuda. Residencia de Estudiantes, Madrid, 2004.
- Cuentos por Navidad. Pliegos de Agramante, Jerez de la Frontera, 2004.
- Un País al Sur. (Selección de columnas de opinión y otros artículos publicados en el diario El País entre 1997 y 2004). Octaedro, Barcelona, 2004.
- De la narrativa oral a la literatura para niños. Grupo editorial Norma, Bogotá, 2006. (Varios autores).

### Autobiografía
- Memorias del miedo y el pan. Alianza editorial, 2018.